# NABP1
NABP1‏ (Nucleic acid binding protein 1) هوَ بروتين يُشَفر بواسطة جين NABP1 في الإنسان.